# 龐萬春
庞万春，古典小说《水浒传》中的人物，江南方腊部下的大将，由于善用弓箭，绰号“小养由基”，手下有兩名副將雷烔及计稷。攻打杭州后，盧俊義率軍經過臨安去攻昱嶺關。在与梁山军交战时，庞万春带兵把守昱岭关，連射死梁山一百单八将中的史进、石秀、陈达、杨春、李忠、薛永、欧鹏七人，以致卢俊義大敗。

## 結果
最后劫寨失败，被汤隆活捉后押回大寨。被劫至大寨后，龐萬春、雷烔及计稷被剖腹挖心去祭祀史進等陣亡大將。

## 影视形象
龐萬春是迄今為止出現在影視作品中出現次數最多的方臘部下將領。但他在兩部電視劇中的綽號都是“九天飛龍”，也沒有射箭絕技。央視版《水滸傳》中，龐萬春有一個妹妹，名為龐秋霞。電影《小李廣花榮》中，龐萬春的形象相對接近原著，綽號仍為“小養由基”，也是神箭手，一開場時有一場與花榮比箭的場面。

### 电影
- 2008年电影《水滸人物譜之小李廣花榮》：何中華
- 2015年电影《九紋龍史進之替天行道》：欒華

### 电视剧
- 1998年央视版《水浒传》：伍松
- 2011年版《水浒传》：任希鴻